# Upałty (gromada)
Upałty – dawna gromada, czyli najmniejsza jednostka podziału terytorialnego Polskiej Rzeczypospolitej Ludowej w latach 1954–1972.
Gromady, z gromadzkimi radami narodowymi (GRN) jako organami władzy najniższego stopnia na wsi, funkcjonowały od reformy reorganizującej administrację wiejską przeprowadzonej jesienią 1954 do momentu ich zniesienia z dniem 1 stycznia 1973, tym samym wypierając organizację gminną w latach 1954–1972.
Gromadę Upałty z siedzibą GRN w Upałtach utworzono – jako jedną z 8759 gromad na obszarze Polski – w powiecie giżyckim w woj. olsztyńskim na mocy uchwały nr 13 WRN w Olsztynie z dnia 4 października 1954. W skład jednostki weszły obszary dotychczasowych gromad Grajwo, Kąp, Kruklin i Upałty ze zniesionej gminy Giżycko oraz obszar dotychczasowej gromady Siedliska ze zniesionej gminy Wydminy w tymże powiecie. Dla gromady ustalono 16 członków gromadzkiej rady narodowej.
31 grudnia 1967 z gromady Upałty wyłączono część obszaru PGR Bystry (402 ha), włączając ją do gromady Giżycko, oraz kompleks łąk pod nazwą Łąki Staświńskie i część gruntów PGR Grodkowo (913 ha), włączając je do gromady Wydminy – w tymże powiecie; do gromady Upałty włączono natomiast część obszaru PGR Upałty (81 ha) z gromady Giżycko w tymże powiecie.
Gromadę zniesiono 22 grudnia 1971, a jej obszar włączono do gromad: Giżycko (miejscowości Grajewo, Kąp, Kruklin, Upałty, Upałty Małe i Upałty Średnie), Miłki (PGR Ruda)  i Wydminy (miejscowość Siedliska) w tymże powiecie.